# Colletes alini
Colletes alini is een vliesvleugelig insect uit de familie Colletidae. De wetenschappelijke naam van de soort is voor het eerst geldig gepubliceerd in 2000 door Kuhlmann.